# پلاژ ایراکلی

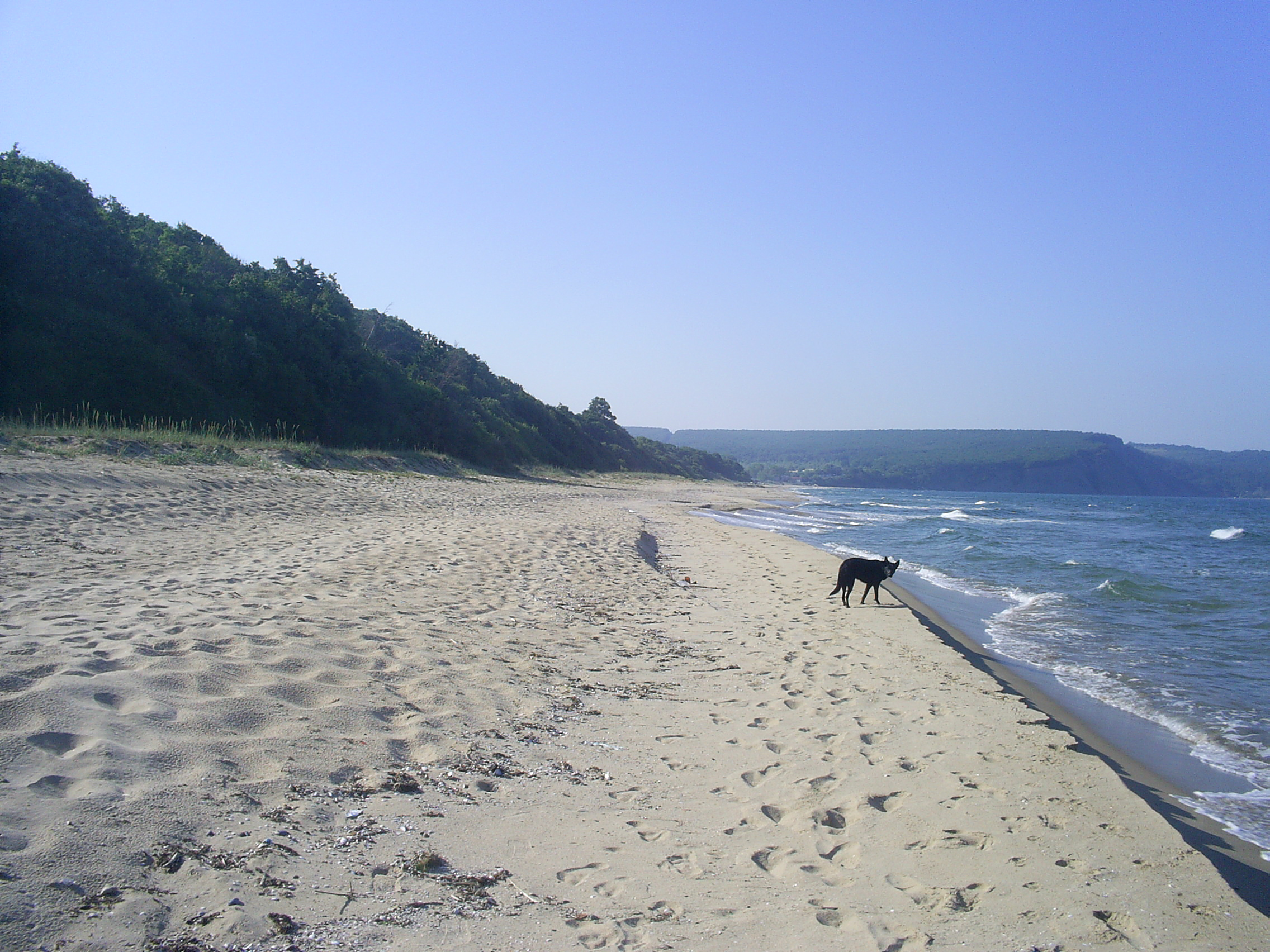
پلاژ ایراکلی

پلاژ ایراکلی (به انگلیسی: Irakli (beach))(به بلغاری: Иракли) در روستای ایمونا در ۵۱ کیلومتری شمال بورگاس ۴۵ کیلومتر وارنا قرار دارد. پلاژ ایراکلی علاوه بر اینکه یک محیط تفریحی محسوب می‌شود یک محیط بکر طبیعی که پر از گیاهان دارویی خودرو نیز هست. خصیصه‌های فرهنگی پلاژ ایراکلی جشن اول روز ماه ژوئیه که مورد توجه مردم بلغارستان می‌باشد.

## جاذبه‌های توریستی
- کلیسای سنت نیکلاس
- صخره دریایی دماغه آمینه